# Territoris Britànics de l'Àfrica Occidental
Els territoris Britànics de l'Àfrica Occidental foren les possessions britàniques a l'Àfrica Occidental durant l'època colonial, tant com a terme geogràfic com a unitat administrativa. Diversos territoris britànics, ocupats des de finals de la dècada de 1780 i que van conservar fins a la seva descolonització en la dècada de 1960, van estar inclosos en el mateix.

## Jurisdicció històrica
L'entitat (abreujada BWAT) va existir del 17 d'octubre de 1821 fins a la seva dissolució el 13 de gener de 1850 com una entitat administrativa sota un governador en cap (equivalent en rang a un Governador General) i seu a Sierra Leone (Freetown).
Les diverses colònies van ser establertes per donar suport als esforços de la Marina Reial Britànica i la seva Esquadra d'Àfrica Occidental més que per interessos econòmics o expansionistes.
Les altres colònies incloses en la jurisdicció a part de Sierra Leone van ser Gàmbia i la Costa d'Or (avui dia, Ghana).  